# Grb Čehoslovačke
Ovo su grbovi, koji su korišteni tijekom postojanja Čehoslovačke.

## Prva Čehoslovačka Republika (1918. – 1938.)
- Mali grb (1918.-1939.)
- Srednji grb (1918.-1939.)
- Veliki grb (1918.-1939.)

## Njemačka okupacija Čehoslovačke (1939. – 1945.)
- Mali grb Protektorata Bohemije i Moravske
- Veliki grb Protektorata Bohemije i Moravske
- Grb Sudeta, dijela Reicha
- Grb Slovačke Republike

## Druga Čehoslovačka Republika
- Grb postratne Čehoslovačke (1945.-1961.)
- Grb Čehoslovačke Socijalističke Republike (1961.-1989.)
- Grb poslije Baršunaste revolucije (1990.-1992.)

## Grbovi Češke i Slovačke
- Grb Češke
- Mali češki grb
- Grb Slovačke